# Sophie Cobussen
Sophie Cobussen (Nijmegen, 27 januari 1999) is een  voormalig Nederlands voetbalspeelster die onder andere uitkwam voor Excelsior, Feyenoord en FC Utrecht in de Vrouwen Eredivisie. Ze speelde doorgaans als aanvaller.

## Clubcarrière
Ze speelde van 2016 tot 2019 voor Achilles '29. Door een faillissement stopte Achilles '29 met vrouwenvoetbal na het 2018-2019. In de voorbereiding op het seizoen 2019-2020 kreeg Cobussen een contract bij Excelsior/Barendrecht. In 2020 stopte ze met profvoetbal en ging ze door in de Topklasse voor FC Eindhoven spelen. Zonder ook maar één wedstrijd voor deze ploeg gespeeld te hebben werd ze halverwege het seizoen verhuurd aan Standard Luik. 
In seizoen 2021/22 kwam ook Feyenoord met een vrouwenelftal, en ging Cobussen voor Feyenoord nogmaals in de Vrouwen Eredivisie spelen. In de debuutwedstrijd van Feyenoord scoorde zij in de 16e minuut het eerste eredivisie-doelpunt van Feyenoord.
Op 26 april 2023 werd bekend dat Cobussen per ingang van het seizoen 2023/24 zal gaan uitkomen voor FC Utrecht dat ook haar rentree maakte in de Eredivisie Vrouwen. Door blessureleed miste Cobussen een groot gedeelte van de eerste seizoenshelft en moest ze haar debuut voor de club uitstellen.
In de laatste wedstrijd van FC Utrecht, voor de winterstop tegen Fortuna Sittard, maakt Cobussen haar debuut voor de Domstedelingen. Op 27 januari 2024 maakte ze haar eerste doelpunt voor FC Utrecht door de aansluitingstreffer binnen te koppen tegen Telstar. Het duel werd uiteindelijk met 4-2 gewonnen. Op 29 mei 2024 werd de optie in het contract van Cobussen gelicht waardoor haar contract bij FC Utrecht werd verlengd tot medio 2025. FC Utrecht maakte op 17 mei 2025, na de laatste eredivisiewedstrijd van het seizoen 2024/25 tegen PEC Zwolle, bekend dat Cobussen de club ging verlaten. Een paar dagen na haar vertrek maakte ze bekend te hebben besloten te stoppen met profvoetbal om andere dingen in haar leven meer prioriteit te kunnen geven.

## Statistieken
| Seizoen | Club                  | Land      | Competitie           | Wedstrijden | Doelpunten |
| ------- | --------------------- | --------- | -------------------- | ----------- | ---------- |
| 2016/17 | Achilles '29          | Nederland | Eredivisie           | 9           | 1          |
| 2017/18 | Achilles '29          | Nederland | Eredivisie           | 21          | 4          |
| 2018/19 | Achilles '29          | Nederland | Eredivisie           | 25          | 8          |
| 2019/20 | Excelsior/Barendrecht | Nederland | Eredivisie           | 12          | 3          |
| 2020/21 | FC Eindhoven          | Nederland | Topklasse            | 0           | 0          |
| 2020/21 | → Standard Luik       | België    | Super League Vrouwen | 1           | 1          |
| 2021/22 | Feyenoord             | Nederland | Vrouwen Eredivisie   | 22          | 3          |
| 2022/23 | Feyenoord             | Nederland | Vrouwen Eredivisie   | 12          | 0          |
| 2023/24 | FC Utrecht            | Nederland | Vrouwen Eredivisie   | 8           | 2          |
| 2024/25 | FC Utrecht            | Nederland | Vrouwen Eredivisie   | 11          | 0          |
| Totaal  | Totaal                | Totaal    | Totaal               | 120         | 21         |

Bijgewerkt t/m 22 mei 2025.

## Interlandcarrière
Op 19 februari 2015 speelde Cobussen haar eerste interland, met Nederland onder 16.
Voor Nederland onder 19 werd ze wel opgeroepen, maar speelde ze geen wedstrijden.